# Liste des ministres français des Arts
Cet article dresse la liste des ministres français des Arts ou Beaux-Arts. Il s'agit de l'ancêtre du titre de ministre de la Culture. 
L'appellation de ministre des Beaux-Arts est créée en 1851 sous le premier gouvernement Louis-Napoléon Bonaparte et se retrouve associé au ministère de l'Intérieur avec Charles de Morny. Il est ensuite associé avec l'Agriculture et le Commerce en 1852. Le ministère devient de plein exercice avec Achille Fould en 1853 pendant 10 ans avant de devenir un ministère d'État puis d'être associé à la Maison de l'Empereur entre 1863 et 1870. Le passage à un gouvernement plus libéral le 2 janvier 1870 le refait passer en ministère de plein exercice jusqu'au 15 mai 1870 où il est associé aux Sciences et aux Lettres. Le gouvernement Charles Cousin-Montauban l'associe alors pour la première fois avec l'Instruction publique et il y reste jusqu'en 1882 durant le gouvernement Léon Gambetta avec Antonin Proust, redevenant un ministère de plein exercice jusqu'à la chute du gouvernement. Il est finalement définitivement incorporé dans le Ministère de l'Instruction publique jusqu'au 3 juin 1932. Le ministère réapparait avec le troisième gouvernement Herriot comme sous-secrétariat d’État à l'Éducation nationale chargé des Beaux-Arts avec Jean Mistler avant de disparaitre jusqu'à l'éphémère deuxième gouvernement Daladier avec André Bardon. Sa titulature disparaît alors définitivement et ses services sont ensuite distribués dans différentes administrations avant d'être rattachés au ministère de la Culture en 1959 avec d'autres éléments culturels. 

## Liste des ministres

### Deuxième République
| Ministre                                                               | Ministre                         | Ministre                         | Intitulé                                  | Parti                            | Début                            | Fin                              | Gouvernements                    |
| Présidence de Napoléon Bonaparte                                       | Présidence de Napoléon Bonaparte | Présidence de Napoléon Bonaparte | Présidence de Napoléon Bonaparte          | Présidence de Napoléon Bonaparte | Présidence de Napoléon Bonaparte | Présidence de Napoléon Bonaparte | Présidence de Napoléon Bonaparte |
| ---------------------------------------------------------------------- | -------------------------------- | -------------------------------- | ----------------------------------------- | -------------------------------- | -------------------------------- | -------------------------------- | -------------------------------- |
|                                                                        |                                  | Charles de Morny                 | Ministre de l'Intérieur et des Beaux-Arts | Bonapartiste                     | 3 décembre 1851                  | 22 janvier 1852                  | Louis-Napoléon Bonaparte I       |
|                                                                        |                                  | Victor de Persigny               | Ministre de l'Intérieur et des Beaux-Arts | Bonapartiste                     | 22 janvier 1852                  | 25 janvier 1852                  | Louis-Napoléon Bonaparte II      |
| Ministre de l'Intérieur de l'Agriculture du Commerce et des Beaux-Arts | Bonapartiste                     | Victor de Persigny               | 25 janvier 1852                           | 2 décembre 1852                  |                                  |                                  | Louis-Napoléon Bonaparte II      |

### Second Empire
| Ministre                                              | Ministre        | Ministre                         | Intitulé                                              | Parti                                    | Début            | Fin              | Gouvernements            |
| Napoléon III                                          | Napoléon III    | Napoléon III                     | Napoléon III                                          | Napoléon III                             | Napoléon III     | Napoléon III     | Napoléon III             |
| ----------------------------------------------------- | --------------- | -------------------------------- | ----------------------------------------------------- | ---------------------------------------- | ---------------- | ---------------- | ------------------------ |
|                                                       |                 | Victor de Persigny               | Ministre de l'Intérieur et des Beaux-Arts             | Bonapartiste                             | 2 décembre 1852  | 14 février 1853  | Napoléon III (3)         |
|                                                       |                 | Achille Fould                    | Ministre des Beaux-Arts                               | Bonapartiste                             | 14 février 1853  | 23 novembre 1860 | Napoléon III (3)         |
|                                                       |                 | Alexandre Colonna Walewski       | Ministre d'État avec la direction des Beaux-Arts      | Bonapartiste                             | 23 novembre 1860 | 23 juin 1863     | Napoléon III (3)         |
|                                                       |                 | Jean-Baptiste Philibert Vaillant | Ministre de la maison de l'Empereur et des Beaux-Arts | Bonapartiste                             | 23 juin 1863     | 17 juillet 1869  | Napoléon III (3)         |
| Ministre de la maison de l'Empereur et des Beaux-Arts | 17 juillet 1869 | Jean-Baptiste Philibert Vaillant | 2 janvier 1870                                        | Bonapartiste                             | Napoléon III (4) |                  |                          |
|                                                       |                 | Maurice Richard                  | Ministre des Beaux-Arts                               | Tiers parti                              | 2 janvier 1870   | 15 mai 1870      | Émile Ollivier           |
| Ministre des Lettres, Sciences et Beaux-Arts          | 15 mai 1870     | Maurice Richard                  | 10 août 1870                                          | Tiers parti                              |                  |                  | Émile Ollivier           |
|                                                       |                 | Jules Brame                      | Ministre de l'Instruction publique et des Beaux-Arts  | Tiers parti / Orléanisme / Centre gauche | 23 août 1870     | 4 septembre 1870 | Charles Cousin-Montauban |

### Troisième République
| Ministre                           | Ministre     | Ministre                 | Intitulé                                                         | Parti                    | Début             | Fin              | Gouvernements                        |
| Louis Trochu                       | Louis Trochu | Louis Trochu             | Louis Trochu                                                     | Louis Trochu             | Louis Trochu      | Louis Trochu     | Louis Trochu                         |
| ---------------------------------- | ------------ | ------------------------ | ---------------------------------------------------------------- | ------------------------ | ----------------- | ---------------- | ------------------------------------ |
|                                    |              | Jules Simon              | Ministre de l'Instruction publique, des Cultes et des Beaux-Arts | Gauche républicaine      | 4 septembre 1870  | 31 janvier 1871  | Gouvernement de la Défense nationale |
|                                    |              | Eugène Pelletan          | Ministre de l'Instruction publique, des Cultes et des Beaux-Arts | Union républicaine       | 31 janvier 1871   | 4 février 1871   | Gouvernement de la Défense nationale |
|                                    |              | Pierre-Frédéric Dorian   | Ministre de l'Instruction publique, des Cultes et des Beaux-Arts | Gauche républicaine      | 4 février 1871    | 19 février 1871  | Gouvernement de la Défense nationale |
| Présidence de Patrice de Mac Mahon |              |                          |                                                                  |                          |                   |                  |                                      |
|                                    |              | Arthur de Cumont         | Ministre de l'Instruction publique, des Beaux-arts et des Cultes | Orléaniste               | 22 mai 1874       | 25 février 1875  | Ernest Courtot de Cissey             |
|                                    |              | Henri Wallon             | Ministre de l'Instruction publique, des Beaux-arts et des Cultes | Républicain conservateur | 10 mars 1875      | 23 février 1876  | Louis Buffet                         |
| 23 février 1876                    | 9 mars 1876  | Henri Wallon             | Ministre de l'Instruction publique, des Beaux-arts et des Cultes | Républicain conservateur | Jules Dufaure III |                  |                                      |
|                                    |              | William Henry Waddington | Ministre de l'Instruction publique et des Beaux-arts             | Centre gauche            | 9 mars 1876       | 3 décembre 1876  | Jules Dufaure IV                     |
| 12 décembre 1876                   | 16 mai 1877  | William Henry Waddington | Ministre de l'Instruction publique et des Beaux-arts             | Centre gauche            | Jules Simon       |                  |                                      |
|                                    |              | Joseph Brunet            | Ministre de l'Instruction publique et des Beaux-arts             | Bonapartiste             | 17 mai 1877       | 19 novembre 1877 | Albert de Broglie III                |
|                                    |              | Hervé Faye               | Ministre de l'Instruction publique, des Cultes et des Beaux-arts |                          | 23 novembre 1877  | 13 décembre 1877 | Gaëtan de Rochebouët                 |

| Ministre ou secrétaire d'État                                                                 | Ministre ou secrétaire d'État | Ministre ou secrétaire d'État | Intitulé                                                                      | Parti              | Ministre de tutelle    | Ministre de tutelle | Intitulé                                                         | Début            | Fin              | Gouvernement             |
| --------------------------------------------------------------------------------------------- | ----------------------------- | ----------------------------- | ----------------------------------------------------------------------------- | ------------------ | ---------------------- | ------------------- | ---------------------------------------------------------------- | ---------------- | ---------------- | ------------------------ |
|                                                                                               |                               | Jean Casimir-Périer           | Sous-secrétaire d'État à l'Instruction publique, aux Beaux-Arts et aux Cultes | GR                 |                        | Agénor Bardoux      | Ministre de l'Instruction publique, des Beaux-arts et des Cultes | 20 décembre 1877 | 30 janvier 1879  | Jules Dufaure V          |
| Présidence de Jules Grévy                                                                     |                               |                               |                                                                               |                    |                        |                     |                                                                  |                  |                  |                          |
|                                                                                               |                               | Edmond Turquet                | Sous-secrétaire d'État aux Beaux-Arts                                         | GR                 |                        | Jules Ferry         | Ministre de l'Instruction publique, des Beaux-arts               | 4 février 1879   | 21 décembre 1879 | William Henry Waddington |
| 29 décembre 1879                                                                              | 19 septembre 1880             | Edmond Turquet                | Sous-secrétaire d'État aux Beaux-Arts                                         | GR                 | Charles de Freycinet I | Jules Ferry         | Ministre de l'Instruction publique, des Beaux-arts               |                  |                  |                          |
| Sous-secrétaire d'État à la Présidence du Conseil, à l'Instruction publique et aux Beaux-Arts | 23 septembre 1880             | Edmond Turquet                | 10 novembre 1881                                                              | GR                 | Jules Ferry I          | Jules Ferry         | Ministre de l'Instruction publique, des Beaux-arts               |                  |                  |                          |
|                                                                                               |                               | Antonin Proust                | Ministre des Arts                                                             | Union républicaine | Plein exercice         | Plein exercice      | Plein exercice                                                   | 14 novembre 1881 | 26 janvier 1882  | Léon Gambetta            |
| Rattachement au Ministre de l'Instruction publique                                            |                               |                               |                                                                               |                    |                        |                     |                                                                  |                  |                  |                          |